# Cerynea capensis
Cerynea capensis là một loài bướm đêm trong họ Erebidae.